# Coronel Pilar
Coronel Pilar là một đô thị thuộc bang Rio Grande do Sul, Brasil. Đô thị này có diện tích 105,379 km², dân số năm 2007 là 1658 người, mật độ 15,73 người/km².